# Acta Borussica
Die Acta Borussica (lateinisch für ‚preußische Berichte/Protokolle/Akten‘) sind eine Quellensammlung zur Geschichte Preußens. Seit 1887 erschienen zahlreiche Bände, seit 1994 entstand eine neue Folge der Acta Borussica.

## Entstehung und Organisation
Im Frühjahr 1887 wurde von den Mitgliedern der Königlichen (später: preußischen) Akademie der Wissenschaften ein Antrag an die philosophisch-historische Klasse gestellt, ein umfassendes Werk über den preußischen Staat zu veröffentlichen. Dieser Antrag wurde genehmigt, die Arbeiten an den Acta Borussica begannen.
Die Acta Borussica sollten zum einen die politische Korrespondenz Friedrichs des Großen ergänzen und zum anderen die Entwicklung des preußischen Staates festhalten. Auch hatte die immer wichtiger werdende Geschichtswissenschaft Einfluss darauf, dass solch ein umfassendes Werk verfasst wurde.
Zunächst sollten die Acta Borussica allein durch die Königliche Akademie der Wissenschaften finanziert werden, doch schon bald stellte man einen Antrag auf staatliche Subventionierung.

## Inhalte
Die Acta Borussica erstrecken sich über viele staatliche und wirtschaftliche Gebiete wie zum Beispiel Zoll- und Akziseverwaltung, Tarifwesen, Getreidehandelspolitik, Kriegsmagazinverwaltung, Organisation der Staatsverwaltung, Münzverwaltung, Polizei, Verkehrs-, Straßen-, Kanal- und Wasserwesen, Gewerbe, Städtewesen und Seidenindustrie.
Die Darstellungen verzichten wegen des großen Umfangs oft auf den Abdruck des genauen Wortlauts, allerdings bemüht man sich trotzdem um eine möglichst objektive, wissenschaftliche Darstellung der entsprechenden Sachverhalte.
Außerdem enthalten die Protokolle ein umfangreiches Personenregister mit biographischen Angaben zu den an den Sitzungen und Beschlüssen beteiligten Personen.

## Neue Folge
Seit 1994 knüpfte die Berlin-Brandenburgische Akademie der Wissenschaften an die ältere Tradition an. Das erste in diesem Rahmen verwirklichte Vorhaben war die Herausgabe der Regesten, der Akten des preußischen Staatsministeriums seit 1817. Dabei griff die Akademie auf Vorarbeiten von Historikern aus der DDR zurück, die sich bereits vor 1989 intensiv mit den staatlichen preußischen Aktenbeständen beschäftigt hatten. In den Jahren nach der Wende entstanden daraus zwischen 1994 und 2003 Die Protokolle des Preußischen Staatsministeriums (1817–1934/38) in 12 Regestenbänden. Als zentrale Quelle der preußischen Politik des 19. und 20. Jahrhunderts wurden über 5.200 Sitzungsprotokolle wissenschaftlich erschlossen.
Seit 2009 folgte die 2. Reihe Preußen als Kulturstaat mit den Abteilungen Das preußische Kultusministerium und Der preußische Kulturstaat in der politischen und sozialen Wirklichkeit in insgesamt 13 Bänden. Seit 2022 erscheint die 3. Reihe Praktiken der Monarchie.

## Zugehörige Werke
- Königliche Akademie der Wissenschaften (Hrsg.): Acta Borussica. Denkmäler der Preußischen Staatsverwaltung im 18. Jahrhundert. Berlin 1892 ff. (38 Bde.)
  - Die Behördenorganisation und die allgemeine Staatsverwaltung Preußens im 18. Jahrhundert.
  - Die einzelnen Gebiete der Verwaltung
    - Getreidehandelspolitik.
    - Das Preußische Münzwesen im 18. Jahrhundert.
    - Handels-, Zoll- und Akzisepolitik.
    - Seidenindustrie.
    - Die Wollindustrie in Preußen unter Friedrich Wilhelm I.